# Peterbilt 337
Peterbilt 337 — аеродинамічний тягач з широкою кабіною, що виготовляється компанією Peterbilt з 2010 року.

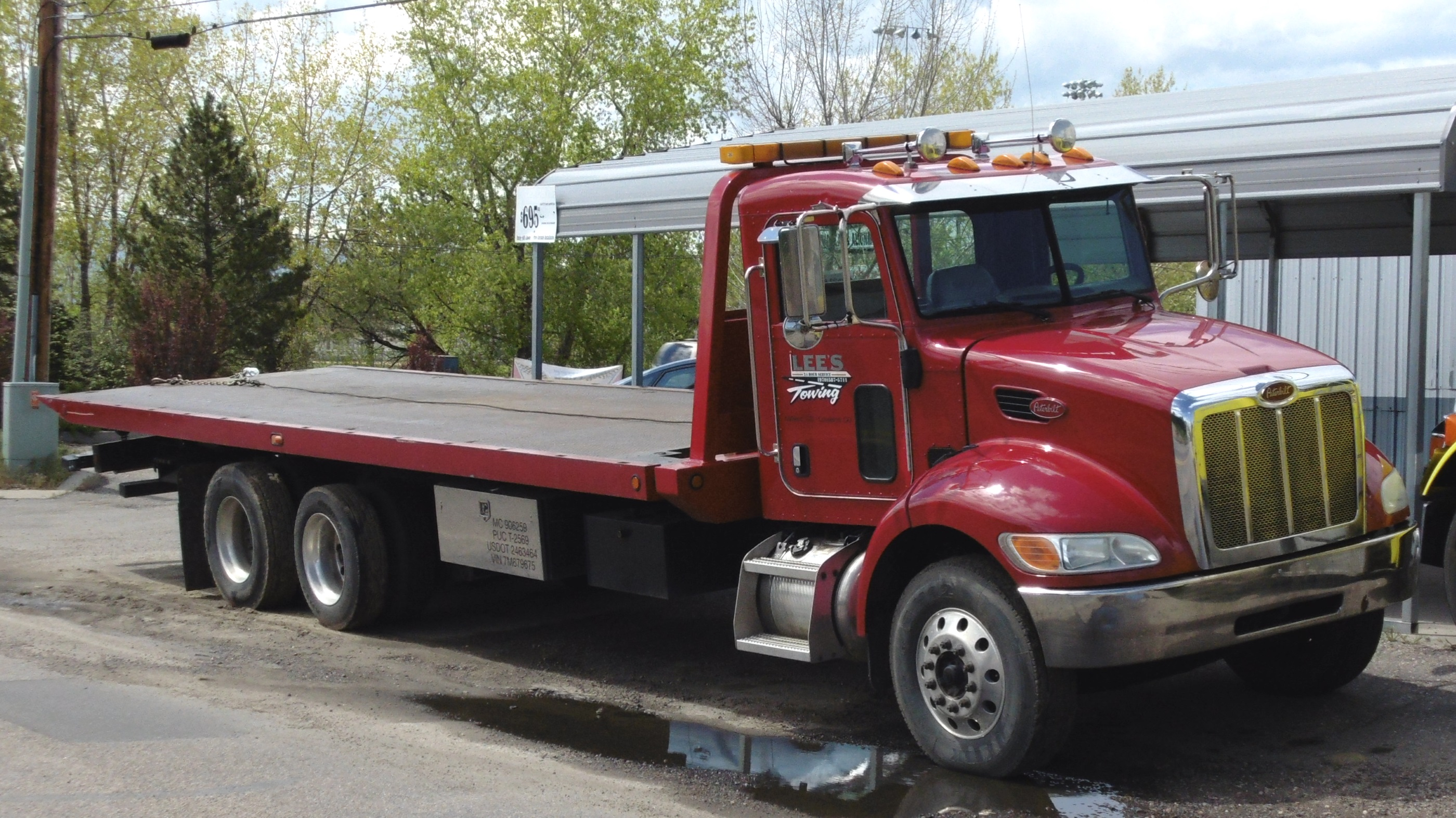
Peterbilt 340

## Опис
Peterbilt 337 доступний як вантажівка класу 7 або тягач із повною масою до 33 000 фунтів. Завдяки повному набору підвісок і повнопривідній конфігурації 337 ідеально підходить для таких завдань, як аварійні роботи, автоцистерни, доставка напоїв, комунальні послуги – майже будь-яка робота, яку ви можете виконати.

## Peterbilt 348
Peterbilt 348 доступний як вантажівка класу 7 та класу 8 від будівництва та обслуговування кранів до комунальних послуг і послуг доставки.

## Двигуни
- 6.7 l PACCAR PX-7 200-360 к.с.
- 8.9 l PACCAR PX-9 260-380 к.с.